# Корольчук, Андрей Александрович
Андрей Александрович Корольчук (6 ноября 1961) — советский и российский живописец, график, художник книги, педагог.

## Биография
Родился в Ленинграде. Окончил Ленинградскую городскую художественную школу (преподаватели: Г. Н. Антонов, В. Е. Рябова); учился на художественно-графическом факультете Ленинградского государственного педагогического института им. А. И. Герцена (1979—1982). Преподаватели Л. Г. Кривицкий, В. П. Сакович. Окончил Институт живописи, скульптуры и архитектуры имени И. Е. Репина, факультет графики (1982—1987). Преподаватели: В. А. Ветрогонский, М. М. Герасимов, А. А. Пахомов, О. Ю. Яхнин. Дипломная работа — серия из девяти монохромных литографий «Письма войны», за которую А. Корольчук был награждён бронзовой медалью Академии художеств.
Член секции графики Санкт-Петербургский Союз художников (с 1992), многолетний член бюро секции графики, член правления СПбСХ (2016—2019). Член международной ассоциации искусствоведов, АИС (с 2016).
Один из инициаторов воссоздания и вице-председатель Санкт-Петербургского общества акварелистов (с 1997); награждён медалью общества «За развитие искусства акварели» (2001).
Награждён Министерством культуры РФ Государственной стипендией в области культуры и искусства Российской Федерации в разделе молодые художники (1995).
Номинировался на Премию Правительства Санкт-Петербурга в области литературы, искусства и архитектуры за 2018 год — «За достижения в области изобразительного искусства» за иллюстрации и оформление книги Евгения Лукина Историческая азбука Санкт-Петербурга (СПб: Скифия. 2018. Тираж — 65000 + 1500 экз). Благодарность Комитета по культуре Санкт-Петербурга за значительный вклад в развитие сферы культуры Санкт-Петербурга (2019). Диплом Союза художников России за содействие развитию изобразительного искусства России (2022). Президиумом ученого совета РГПУ им. А. И. Герцена награждён медалью Императора Павла I (2024).

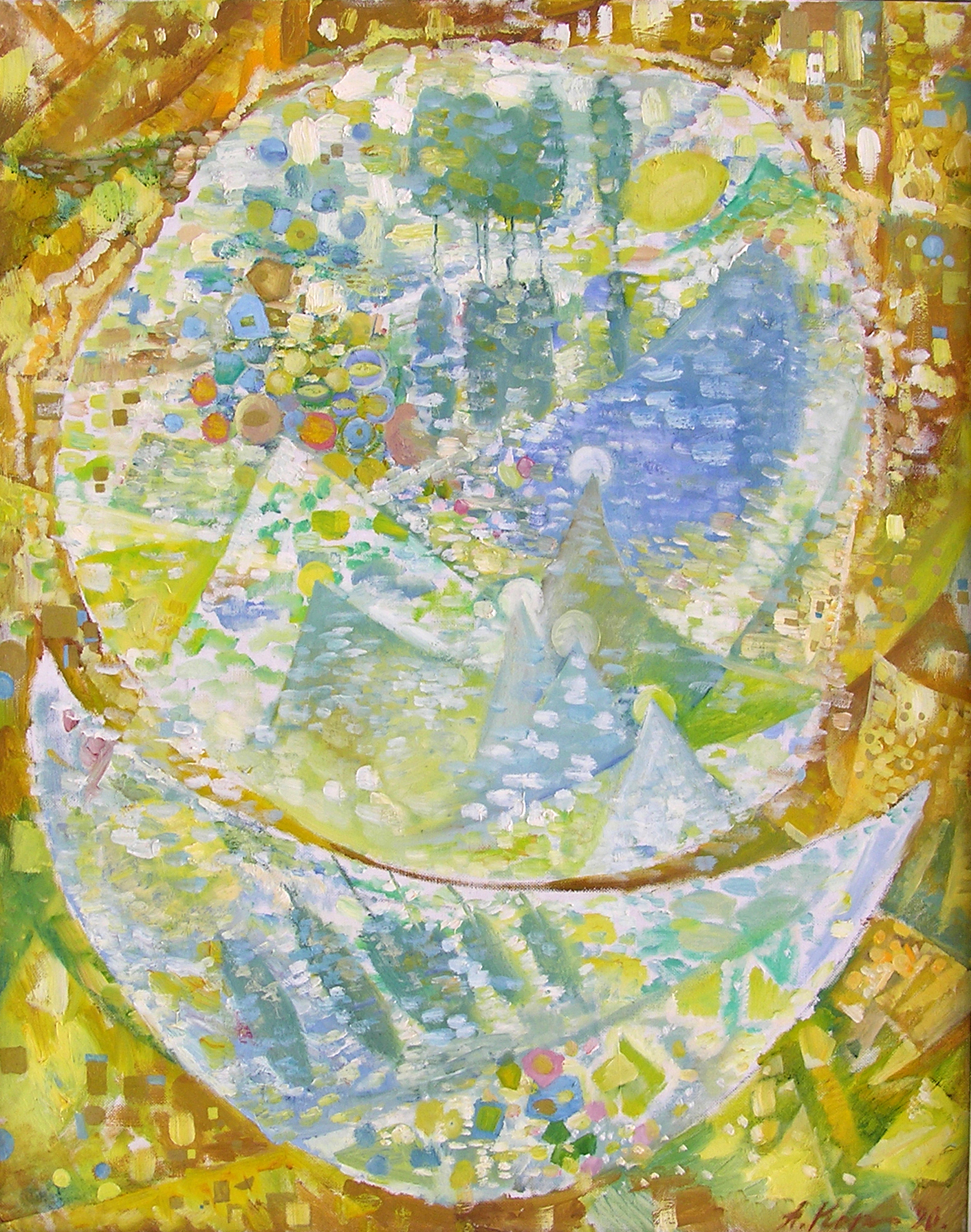
А. А. Корольчук. Утренние превращения. 1990 г., х., масло, 100 х 80 см.

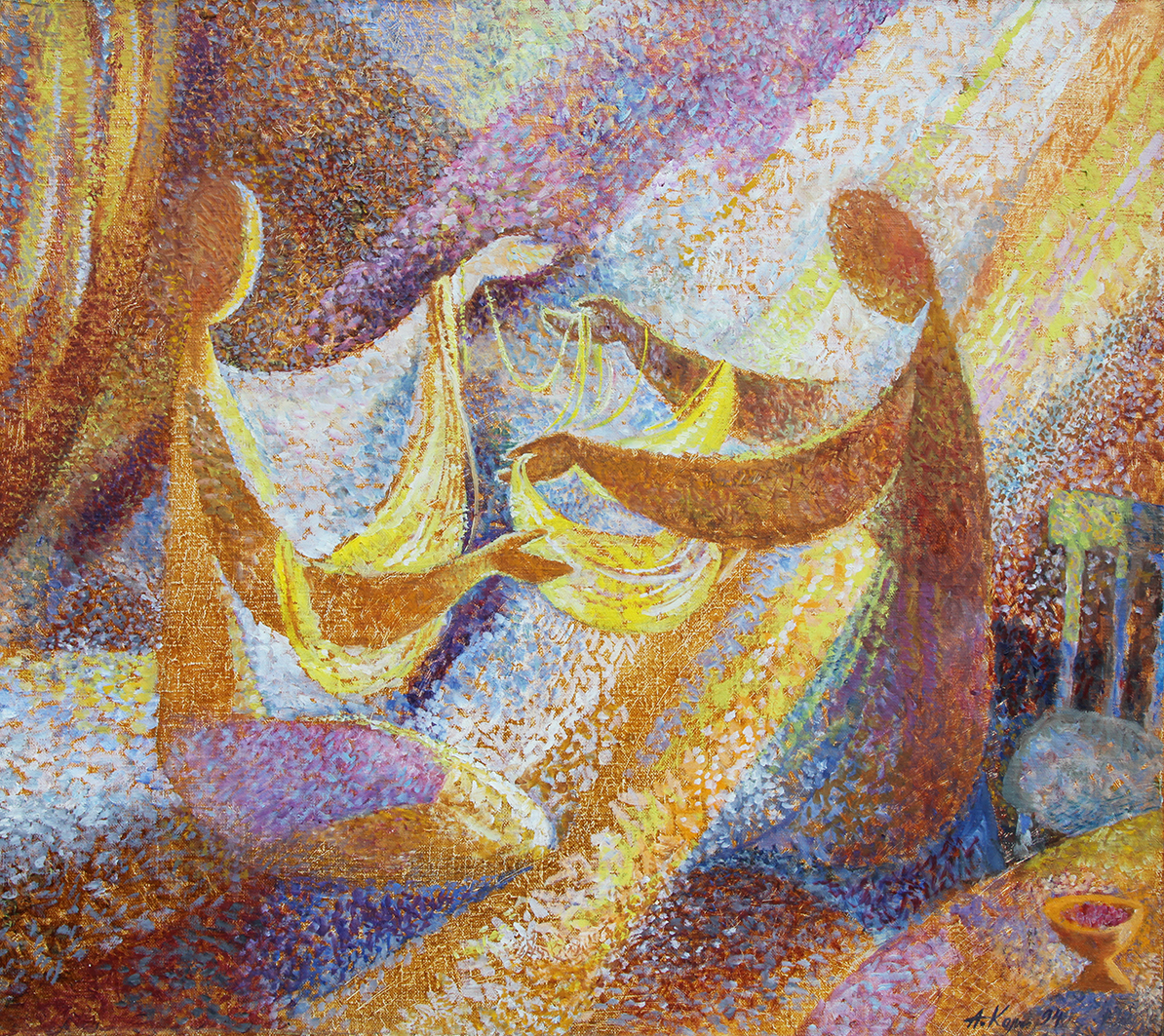
А. А. Корольчук. Пряжа. 1994 г., х., масло, 70 х 80 см.

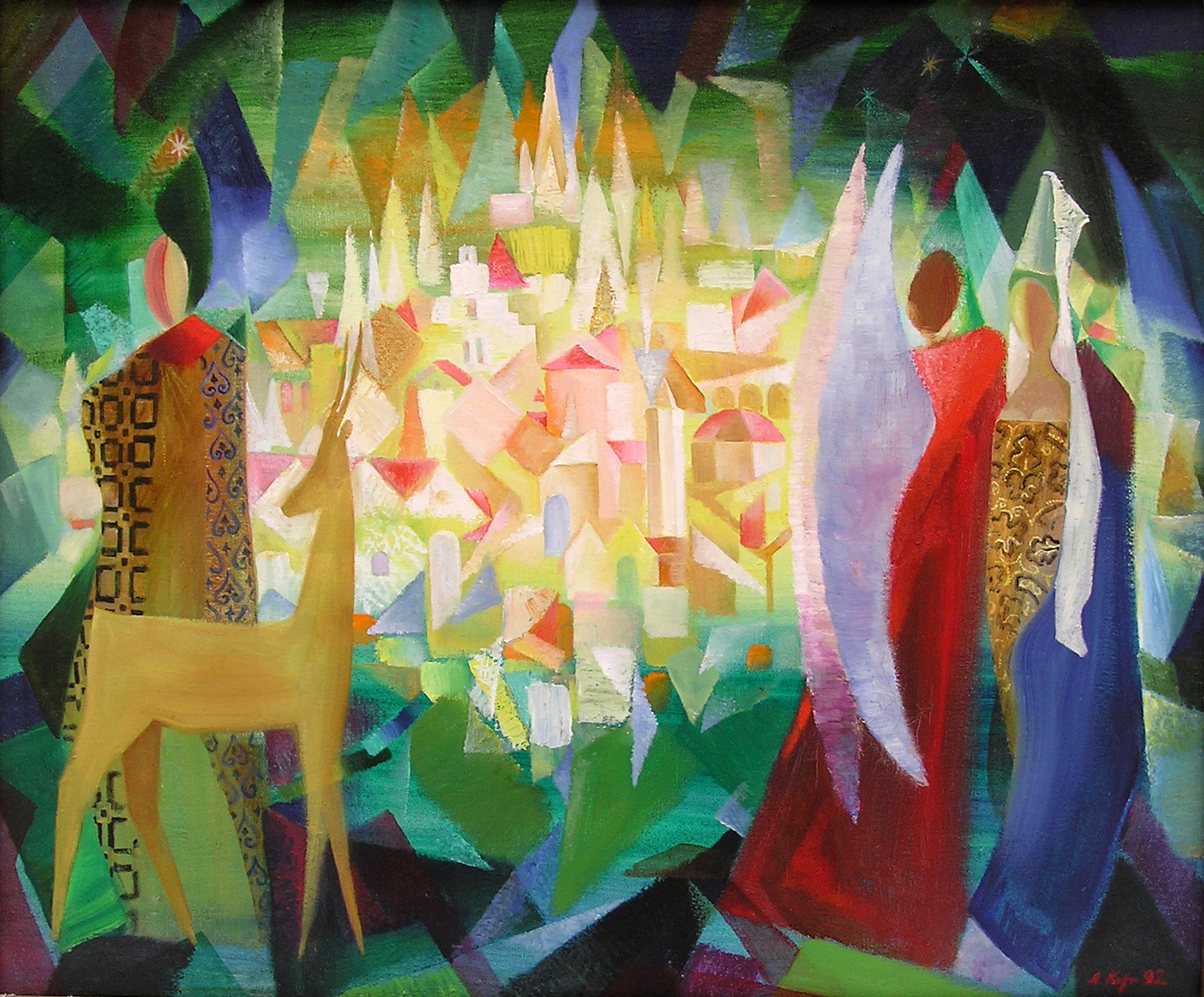
А. А. Корольчук. Город-легенда. 1992 г., х., масло, 97 х 116 см.

### Характер творчества
Андрей Корольчук начал самостоятельную творческую работу в середине 1980-х годов. В 1990—1994 совместная выставочная деятельность с А. Парыгиным. В 1990-е гг., испытывая значительный интерес к пластическим поискам русского авангарда 1920—1960-х гг., Корольчук принимает участие (1992—2012) в совместных занятиях и выставках с художниками группы В. Стерлигова (Ел. Александрова, М. Цэруш, Л. Астрейн и др.). Основным направлением в творчестве художника является станковая масляная живопись; любимые жанры — пейзаж, натюрморт, ню. Как график, Корольчук предпочитает литографию и офорт, работая в среднем и малом формате. Занимается художественным оформлением книг (с 1999 г. выпущено 30 изданий). Автор экслибрисов. Много времени уделяет технике акварели.
Вот как характеризует творческий почерк художника петербургский искусствовед А. Г. Раскин:

Корольчуку удалось соединить условность выразительных приемов авангарда с гармонией природных линий, благодаря чему его работы наполнены жизнью, наполнены воздухом, в них ощущается живое дыхание. Казалось бы, геометрические в своей основе построения естественно отображают перетекание форм, образующих единство мира, в котором существует человек и в котором ему хорошо. Может быть поэтому, работам художника свойственна такое просветленное умиротворение, отчего их хочется рассматривать долго и возвращаться к ним снова и снова.

### Крупные проекты
А. А. Корольчук участник ряда международных арт-проектов (пленэров, симпозиумов и форумов). Работал в качестве художника, в археологической экспедиции Государственного Эрмитажа (Казахстан, 1999). Участник международных пленэров в Германии (Пенкун, Страсбург, Ремплин. 2003, 2004, 2005, 2006, 2007); автор серии лекций, мастер-классов и персональных выставок проведенных на факультете искусств в Университете Северной Айовы (США, 2005); выставки и творческой встречи художников СПб (В. Леднев, Ю. Васильев, А. Васильева, А. Корольчук, О. Шаюнова) в Художественной академии Шицзячжуаня (Китай, 2009); выставки и мастер-классов «Акварельный дуэт» (Ю. Васильев, А. Корольчук) в Русском культурном центре Будапешта (Венгрия, 2012); всероссийского пленэра «Сухонские зори» (Великий Устюг, 2010, 2011); выставки и творческой встречи «Петербургская палитра» в Русском центре науки и культуры в Варшаве (Польша, 2013); участник международного арт-форума «Без границ» Балчик (Болгария, 2018), Мангалия (Румыния, 2018); Провел серию мастер-классов по акварельной и масляной живописи в пяти университетах (Педагогический университет Цюйфу; Цзининский университет; Тайаньский университет; Дэчжоуский университет) провинции Шаньдун (Китай 2019). Поездка для презентации и участия в международной выставке «Современная живопись Санкт-Петербурга и Сеула» (11-30 декабря 2019, Donhwamun Gallery / Сеул, Южная Корея). Участие крупном групповом проекте (и серии выставок) в формате книги художника — Город как субъективность художника (Санкт-Петербург, 2020).
Работал в международной колонии художников в г. Биелина (Республика Сербская, 2011). Участник мастер-классов и выставки «Мост искусства Санкт-Петербург — Мариехамн» в ВЗ Центральной библиотеки Мариехамна (Финляндия, 2013); Международного форума «Без границ» Балчик (Болгария, 2014); Международного симпозиума «Тайны Книдоса» в Художественной академии Книдоса UKKSA (Турция 2015): всероссийского пленэра «Акварельные университеты» (остров Кижи, 2015). Принимал участие в работе резиденции художников-графиков «Всадник» (г. Казань, о. Свияжск, 2016); Всероссийского пленэра (Соловки, 2016); работал в международной арт-колонии Супетар (Хорватия, 2017, 2018); участник международного пленэра «Арт-путешествие за три моря» (Базиликата, Италия, 2018) и международного пленэра «Яблочный Спас» (остров Кижи, 2018).

### Преподавательская работа
Ассистент, старший преподаватель, затем доцент кафедры рисунка факультета изобразительного искусства РГПУ им. А. И. Герцена (с 1988 по настоящее время). Заведующий кафедрой рисунка РГПУ (с 2020). Курс рисунка и курс композиции, руководитель дипломных проектов.
Доцент Китайско-Российского центра сравнительных исследований художественного образования и приглашённый профессор-эксперт Международного института искусств им. А. И. Герцена при Шаньдунском педагогическом университете (Цзинань, с 2023).
Лауреат Международного конкурса творческих работ художников и ученых «Герценовский университет в сердце Петербурга» и специального приза Союза китайских художников и музыкантов в Санкт—Петербурге (2012). Почетный работник высшего профессионального образования Российской Федерации (2013). Ученики: Казимов С. Ю. (художник, член СПб СХ); Балкосадский К. (художник, член СПб СХ); Сердюкова Н. (художник, член СПб СХ); Кузмичева М. (художник, член СПб СХ, кандидат искусствоведения, профессор РГПУ им. А. И. Герцена); Жаданова Л. (художник, член СПб СХ, доцент РГПУ имени А. И. Герцена, кандидат педагогических наук); Степанова М. (художник, член СПб СХ); Коньков Ил. (художник, член СПб СХ, доцент, СПбГИКиТ); Латышев Ал. (художник, член СПб СХ, доцент РГПУ имени А. И. Герцена, кандидат искусствоведения).
Андрей Корольчук автор ряда крупных мастер-классов для взросных и детей. Например, таких как открытый онлайн-урок "Космическая Система, подготовленый Благотворительным фондом «Система» и Государственным Русским музеем (приурочен к 60-летию полета в космос Юрия Гагарина).

## Работы в музейных собраниях

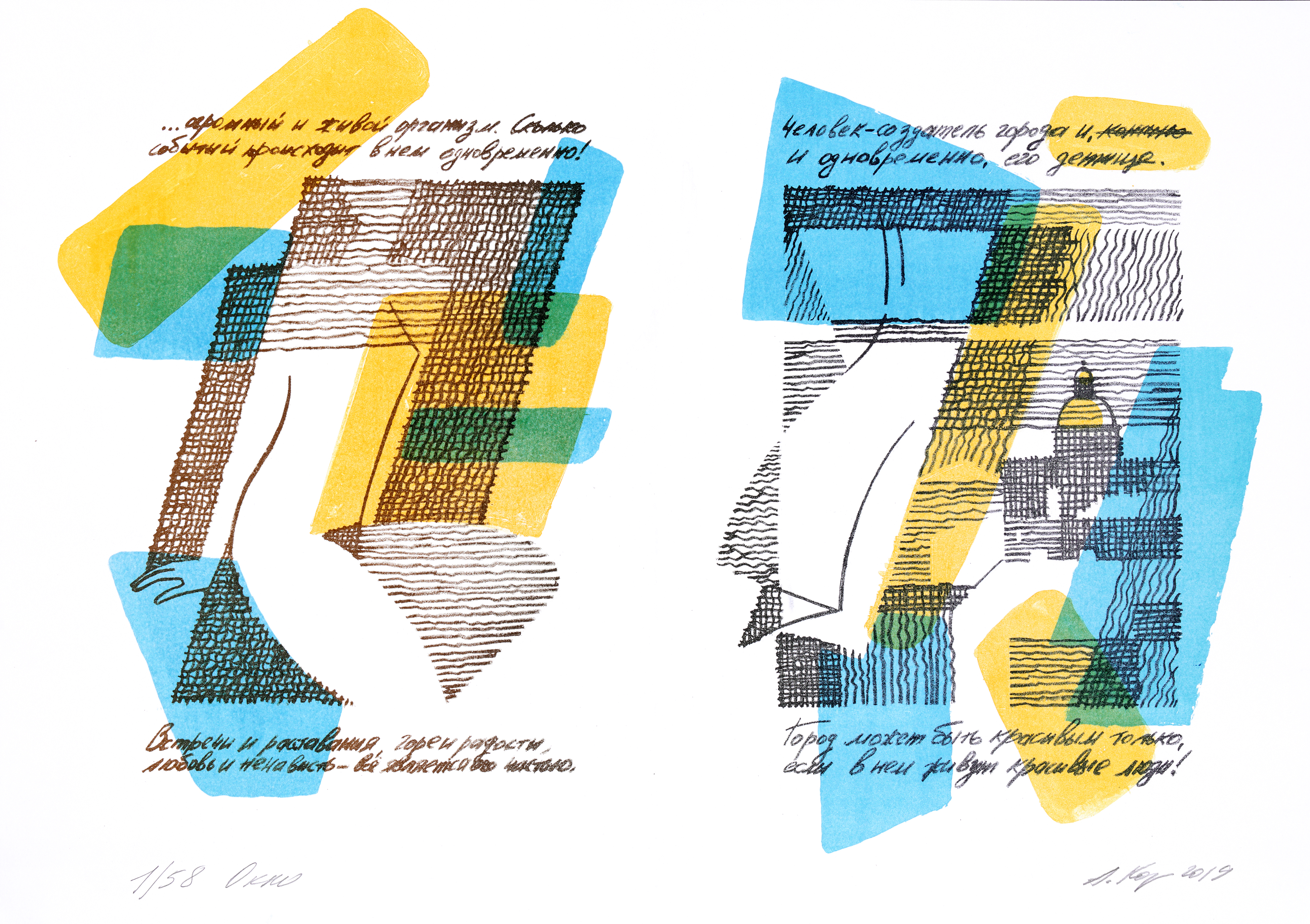
А. А. Корольчук. Город-Мираж (для проекта Город как субъективность художника). 2019, 42 х 59,4 см, б., цв. литография

- Эрмитаж. Научная библиотека Эрмитажа. Сектор редких книг и рукописей[25].
- Государственный Русский музей. Отдел гравюры XVIII—ХХI вв. (Санкт-Петербург).
- ГМИИ им. Пушкина. (Москва).
- Научная библиотека Третьяковской галереи. ГТГ. (Москва).
- Музей ван Аббе (Эйндховен, Нидерланды)[26].
- Музей современного искусства «Гараж». Коллекция книги художника. (Москва).
- Государственный музей изобразительных искусств Республики Татарстан. (Казань).
- Эрмитаж-Выборг (Выборг).
- Центральный музей связи имени А. С. Попова (Санкт-Петербург).
- Государственного музея заповедника «Петергоф».
- Научно-исследовательский музей Российской академии художеств (Санкт-Петербург).
- Государственного музея Майданек. Люблин (Польша).
- Международный бизнес-центр (Дания).
- Муниципальный музей (Пенкун. Германия).
- Муниципальный музей (Бланкензее. Германия).
- Галерея Университета Северная Айова (США).
- Муниципальный музей (Мальхин. Германия).
- Музей королевы Луизы в Хохецириц (Германия).
- Шаньдунский педагогический университет (Цзинань).
- Государственного историко-архитектурного и художественного музея Остров-град Свияжск. (Свияжск. Республика Татарстан).
- Духовщинский районный историко-художественный музей (Духовщина).
- Музей Российский государственный педагогический университет имени А. И. Герцена (Санкт-Петербург).
- Государственный историко-архитектурный и этнографический музей-заповедник Кижи.
- Курганский областной художественный музей.

## Персональные выставки

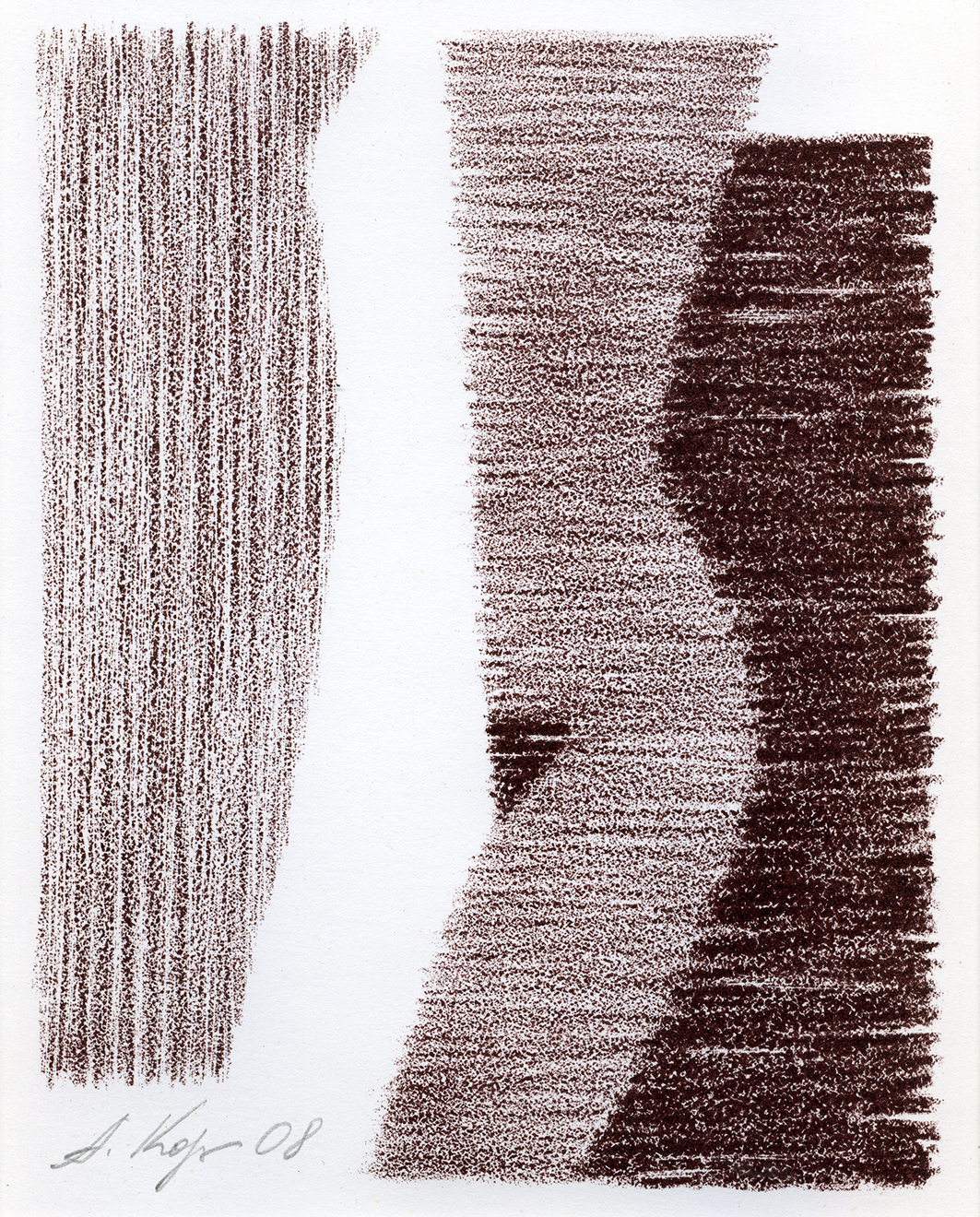
А. А. Корольчук. Силуэт-4. 2008 г., б., литография, 20 Х 16 см.

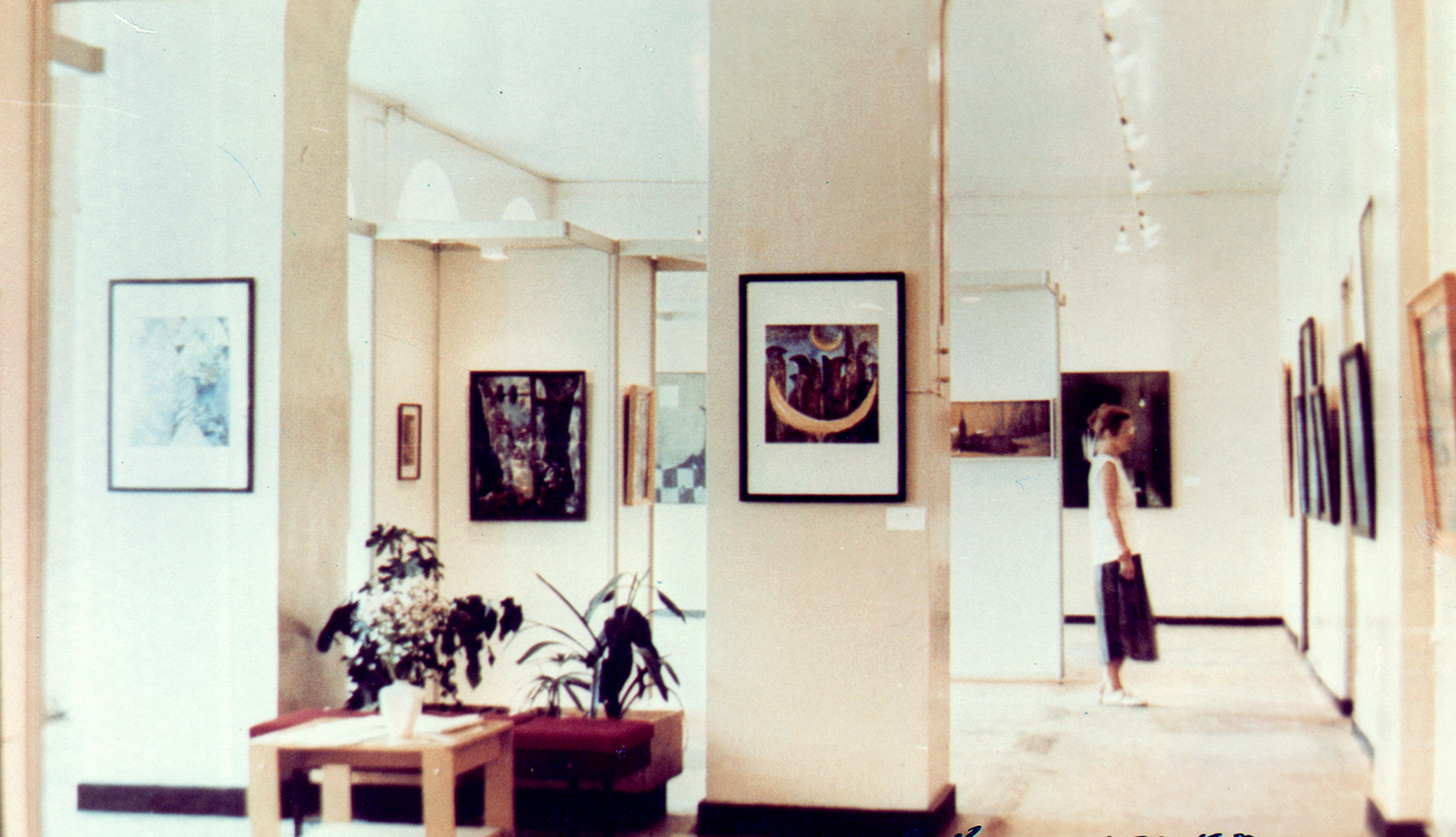
Экспозиция в-ки «Равноденствие». 22 июня — 22 июля 1991. Невский 20. А. Корольчук, А. Парыгин, В. Иосифов.

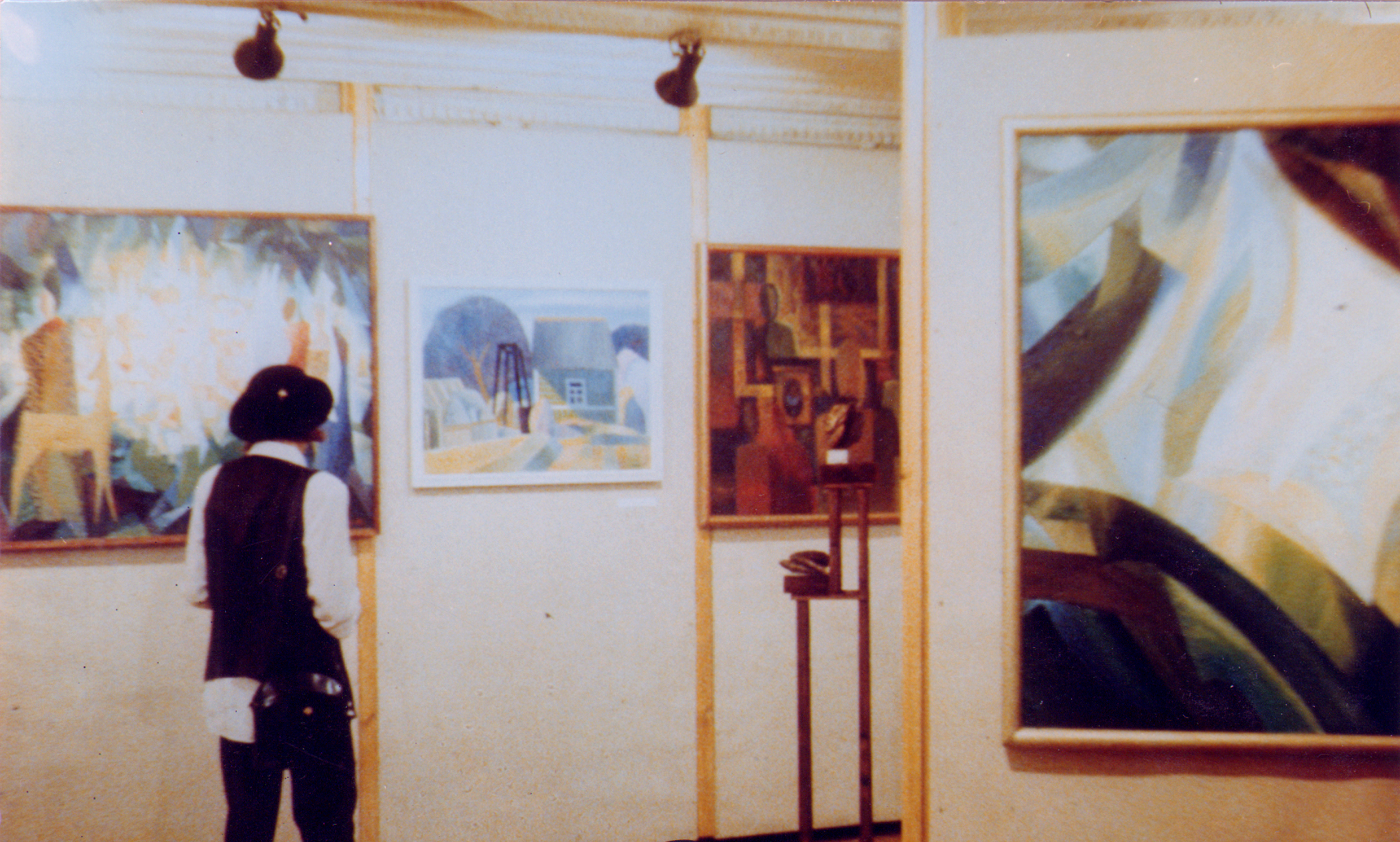
Экспозиция в-ки в Джаз Клубе: А. Корольчук, А. Парыгин, А. Аветисян. СПб. 8 октября — 8 ноября 1994.

С 1988 года А. А. Корольчук участник более 490 художественных выставок в России и за рубежом (47 персональных).
- Свет и цвет Фундаментальная библиотека им. императрицы Марии Федоровны. РГПУ им. А. И. Герцена. – 2024, СПб.
- Мелодии цвета. Отель Новый Петергоф. – 2024, Петергоф.
- Письма войны. Санкт-Петербургский университет ГПС МЧС России. — 2023, СПб..
- После дождя. Doc-Art. Галерея авангарда — 2021, СПб.
- Письма войны. Центральная городская детская библиотека имени А. С. Пушкина — 2021, СПб..
- Вечный студент. РГПУ им. А. И. Герцена. — 2021, СПб..
- Лёгким росчерком кисти. Духовщинский районный Историко-художественный музей — 2018, Духовщина.
- Альтернатива реальности. Выставочный зал Московского района — 2017, СПб..
- Кронштадт. Война. Блокада. Морской музей — 2017, Кронштадт.
- Выставка в день рождения. Аничков дворец — 2017, СПб..
- Письма войны. Галерея имени И. И. Бецкого — 2016, СПб..
- Притяжение цвета. Выставочный зал художественной школы им. М. К. Аникушина — 2016, Кронштадт.
- Письма войны. Санкт-Петербургский государственный академический институт живописи, скульптуры и архитектуры им. И. Е. Репина — 2015, СПб..
- Территория цвета. Культурный центр «Диалог», Новгородский центр современного искусства — 2013, Великий Новгород.
- Акварельный дуэт (Васильев, Корольчук). Российский культурный центр — 2012, Будапешт (Венгрия).
- Живопись — это поэзия. Музей В. Набокова — 2012, СПб..
- Персональная экспозиция на выставке «Петербург 2011». ЦВЗ Манеж — 2012, СПб..
- Тепло цвета. Галерея АРТ.объект — 2011, СПб..
- Небо и Земля. Выставочный зал Московского района — 2008, СПб..
- Отель «Райвола» — 2009, Рощино.
- Солнечный Мальхин. Галерея церкви Св. Иоханна (Васильев, Корольчук) — 2007, Мальхин (Германия).
- Музей королевы Луизы (Васильев, Корольчук) — 2007, Хохенцириц (Германия).
- Два художника — одна душа. (Корольчук, Кручата), Центр Конгрессов Маркони — 2007, Алкамо (Италия).
- Hearst center for The Art — 2005, Сидар-Фолс, Айова (США).
- Галерея Университета Северной Айовы[англ.] — 2005, Сидар-Фолс, Айова (США).
- Галерея Третьякова — 2004, СПб..
- Галерея Росвуздизайн — 2004, СПб..
- Муниципальная школа творческого развития — 1999, Гатчина.
- Дом Бенуа — 1999, С.-Петербург.
- Культурный центр — 1997, Эпиналь (Франция).
- Международный центр делового сотрудничества (Корольчук, Маслов) — 1997, СПб..
- Ecole polytecnique — 1997, Париж (Франция).
- Культурный центр — 1997, Шлос-Хольте-Штукенброк (Германия).
- ВЗ СПб Союза художников — 1996, СПб..[29].
- ВЗ СПб Союза художников — 1995, СПб..
- Филармония джазовой музыки (А. Корольчук & А. Парыгин) — 1994, С.-Петербург[30]
- Филармония джазовой музыки (А. Корольчук & А. Парыгин) — 1993, С.-Петербург.
- Генеральное консульство ПНР (А. Корольчук & А. Парыгин) — 1993, С.-Петербург.
- Дом кино (А. Корольчук & А. Парыгин) — 1991, С.-Петербург[29].
- Государственный Русский музей. Лекторий (А. Корольчук & А. Парыгин) — 1991, С.-Петербург[31]

## Библиография (выборочно)

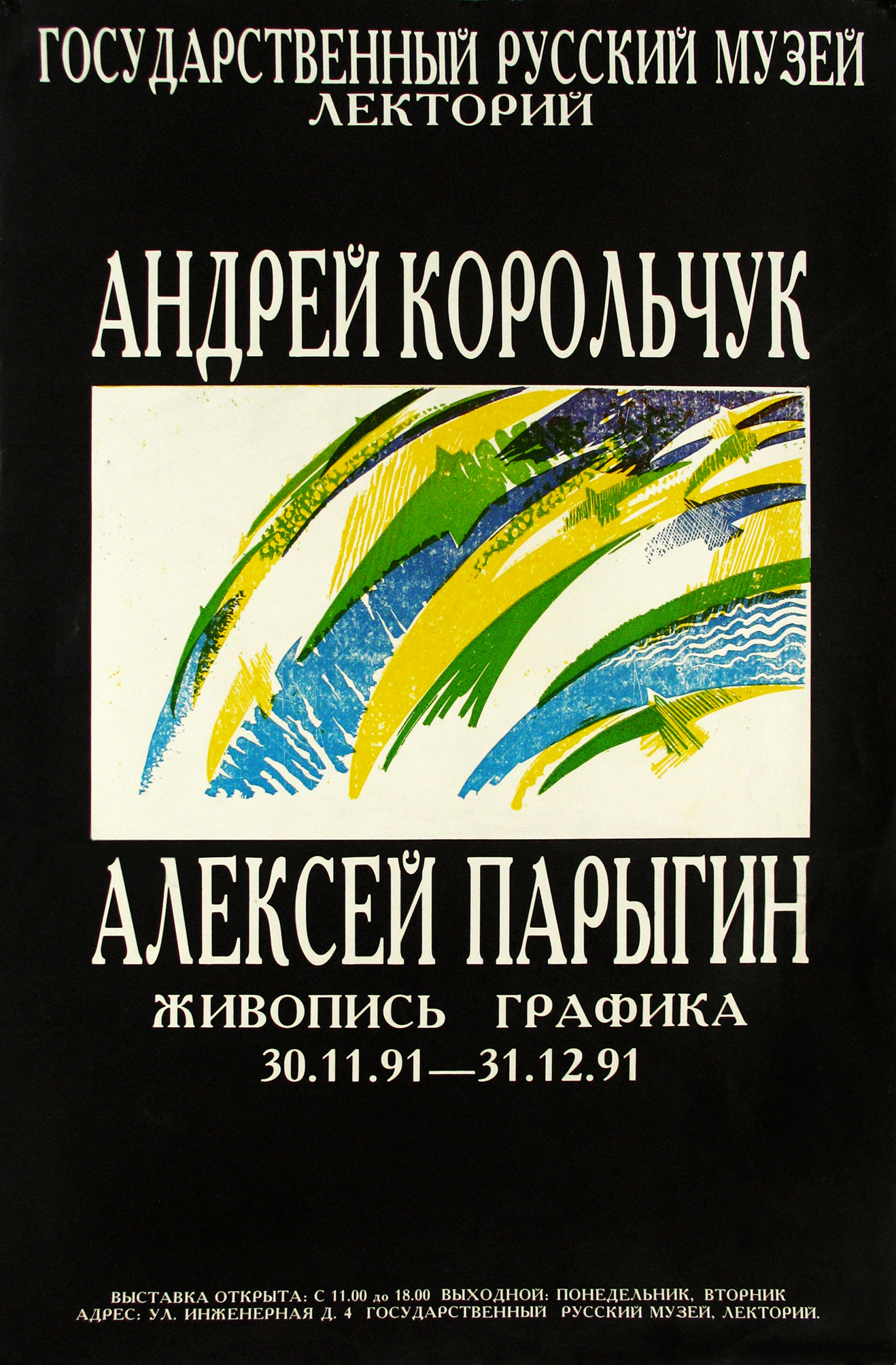
А. А. Корольчук. Плакат к выставке в лекторий ГРМ. 1991 г., 80 х 52 см, б., линогравюра.

## Галерея

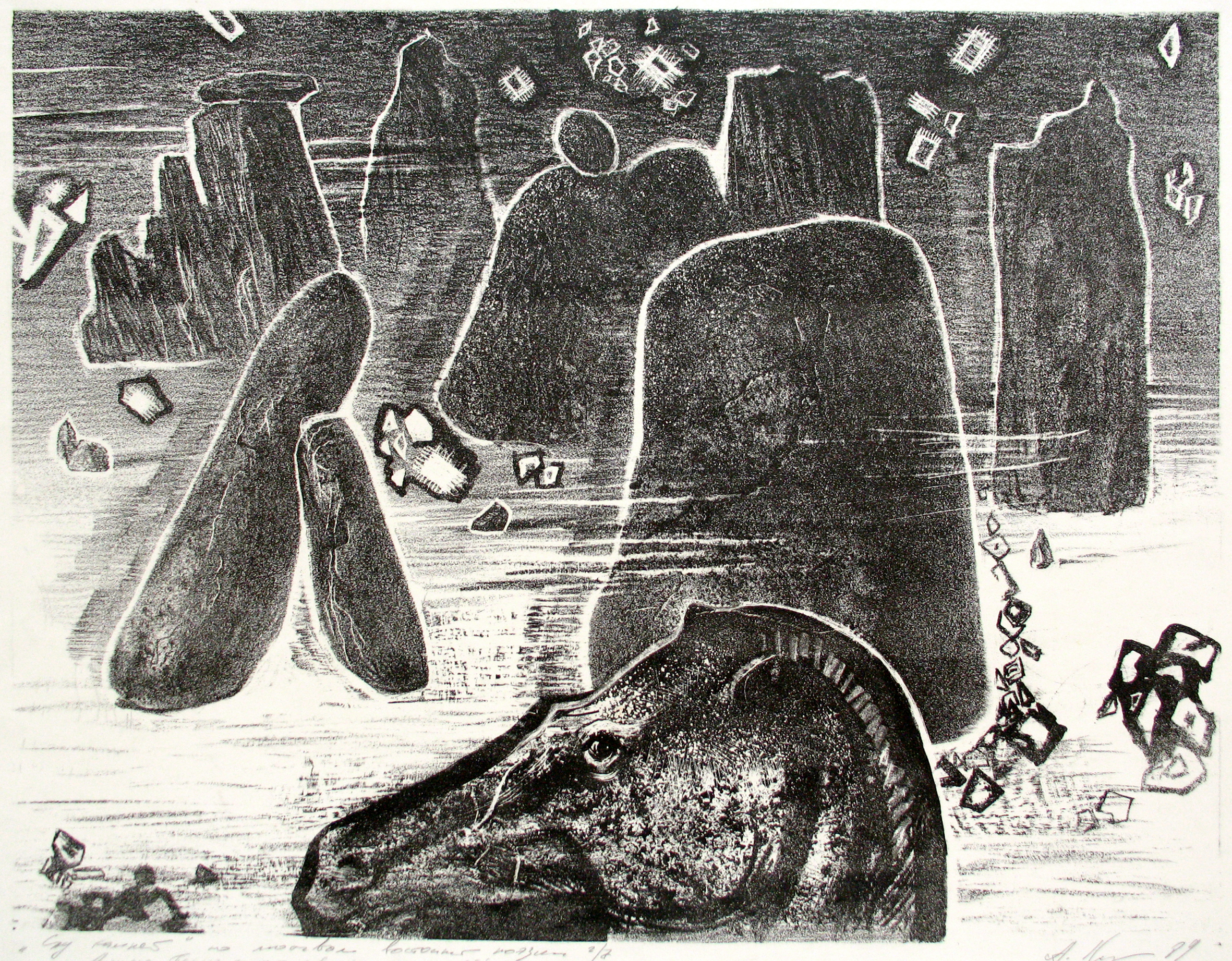
А. А. Корольчук. Сад камней (по мотивам восточной поэзии). 1989 г, 49 х 64 см, б., литогафия.
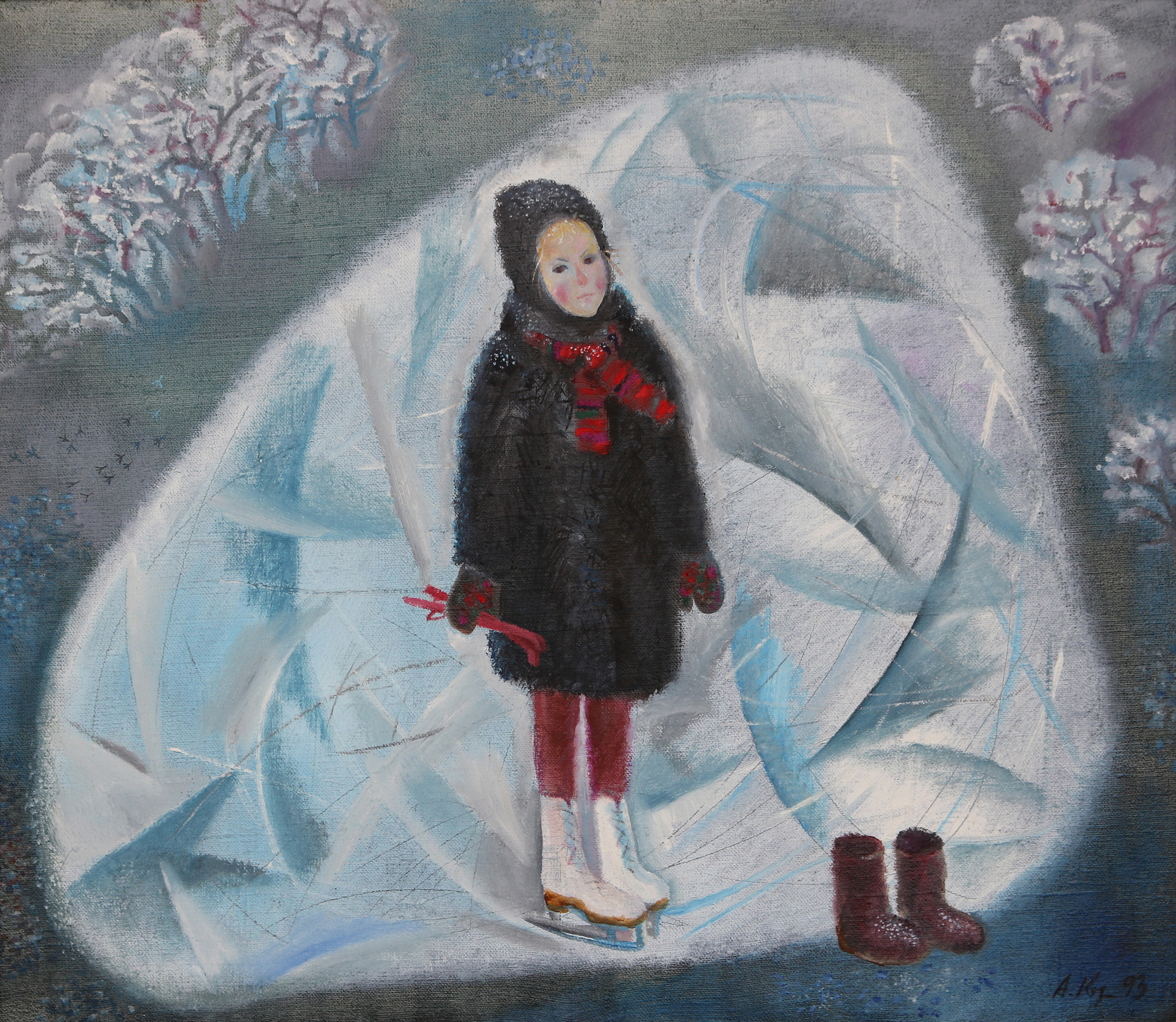
А. А. Корольчук. Фигуристка, 1993 г, 60 х 70 см, х., масло.
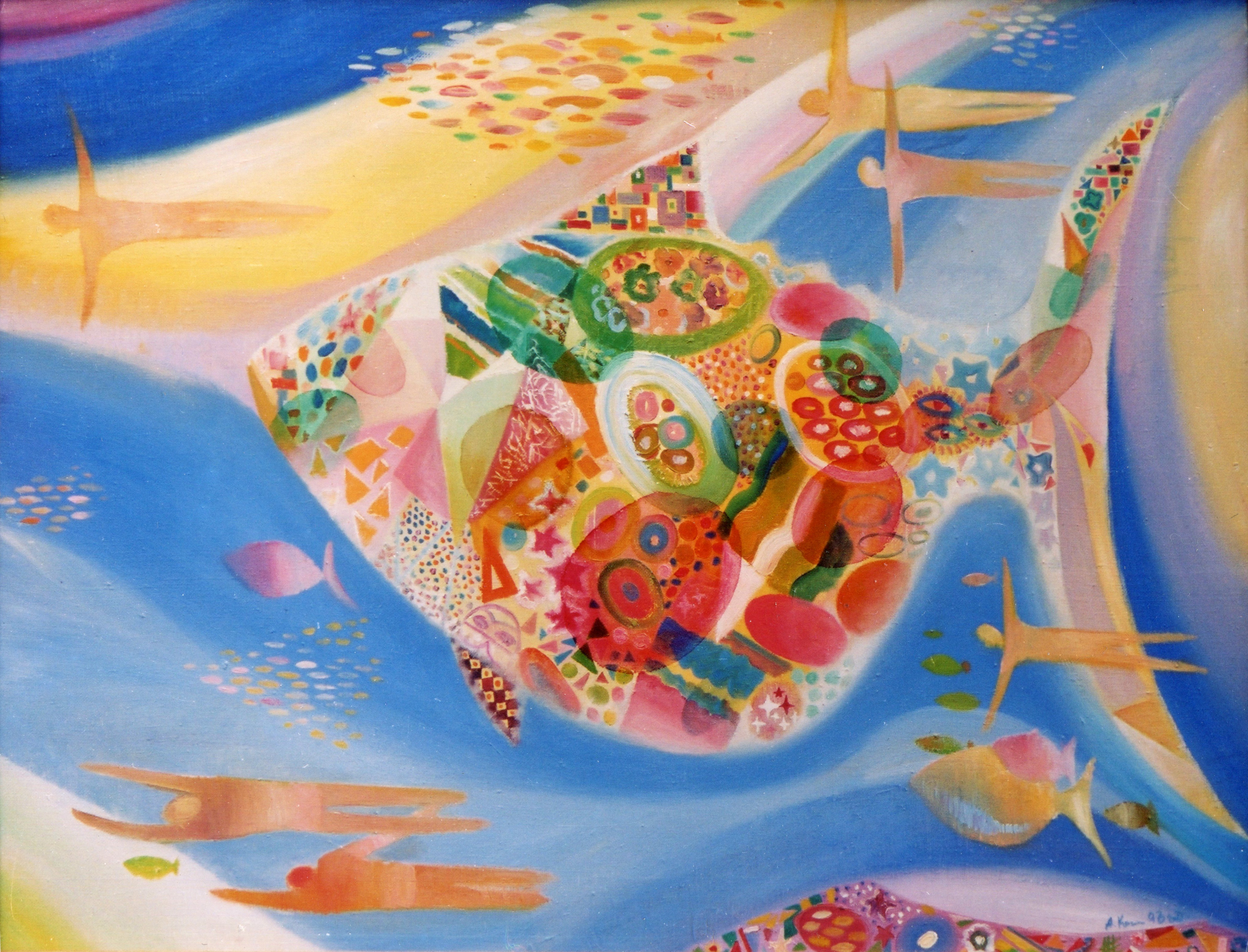
А. А. Корольчук. Большая рыба, 1993 г, 80 х 100 cм, х., масло.
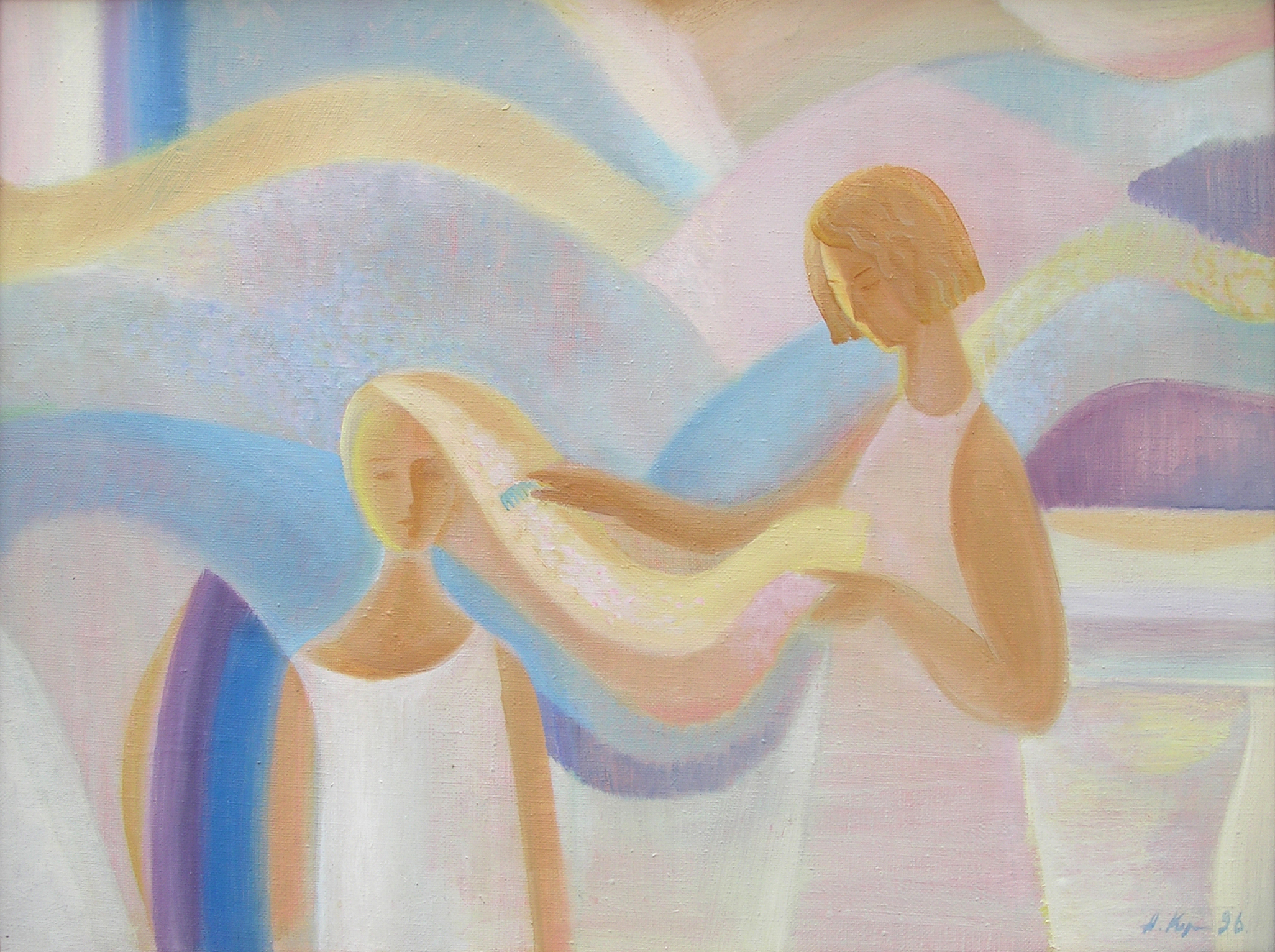
А. А. Корольчук. Утро, 1996 г, 60 х 80 cм, х., масло
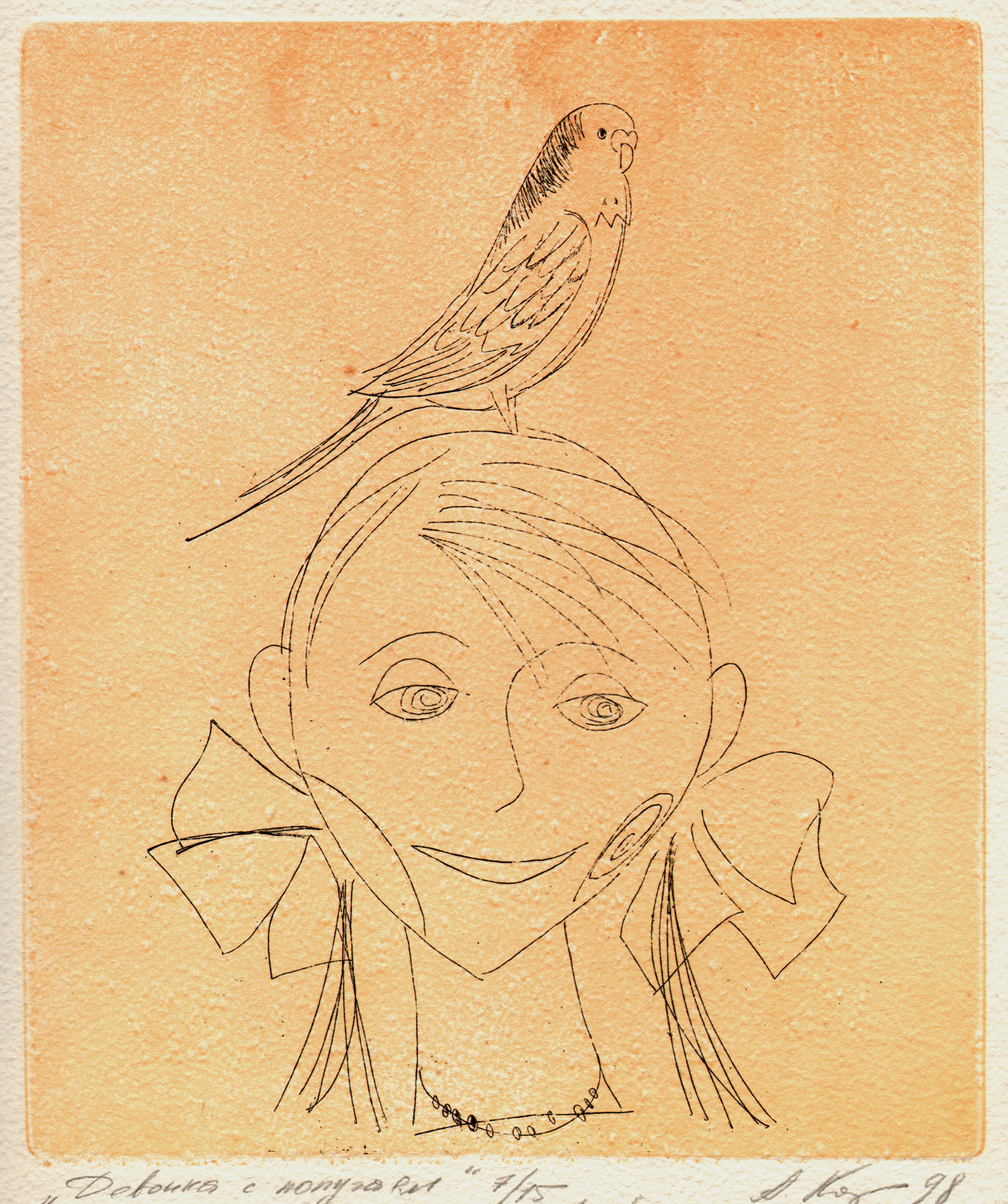
А. А. Корольчук. Девочка с попугаем, 1998 г, 31 х 26,5 см, б., офорт с тоном.
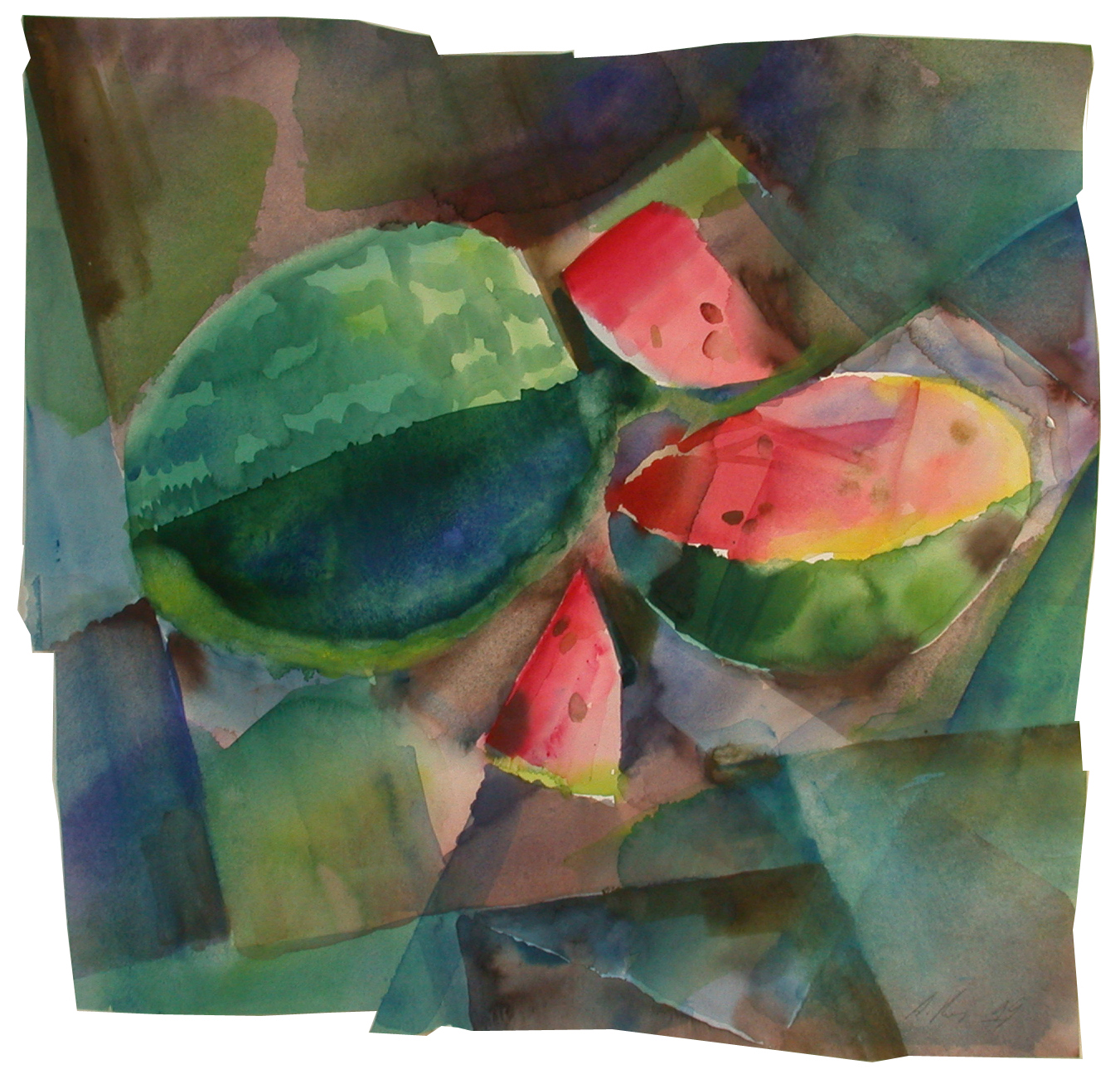
А. А. Корольчук. Арбуз, 2002 г, 48 х 49 cм, б., акварель.
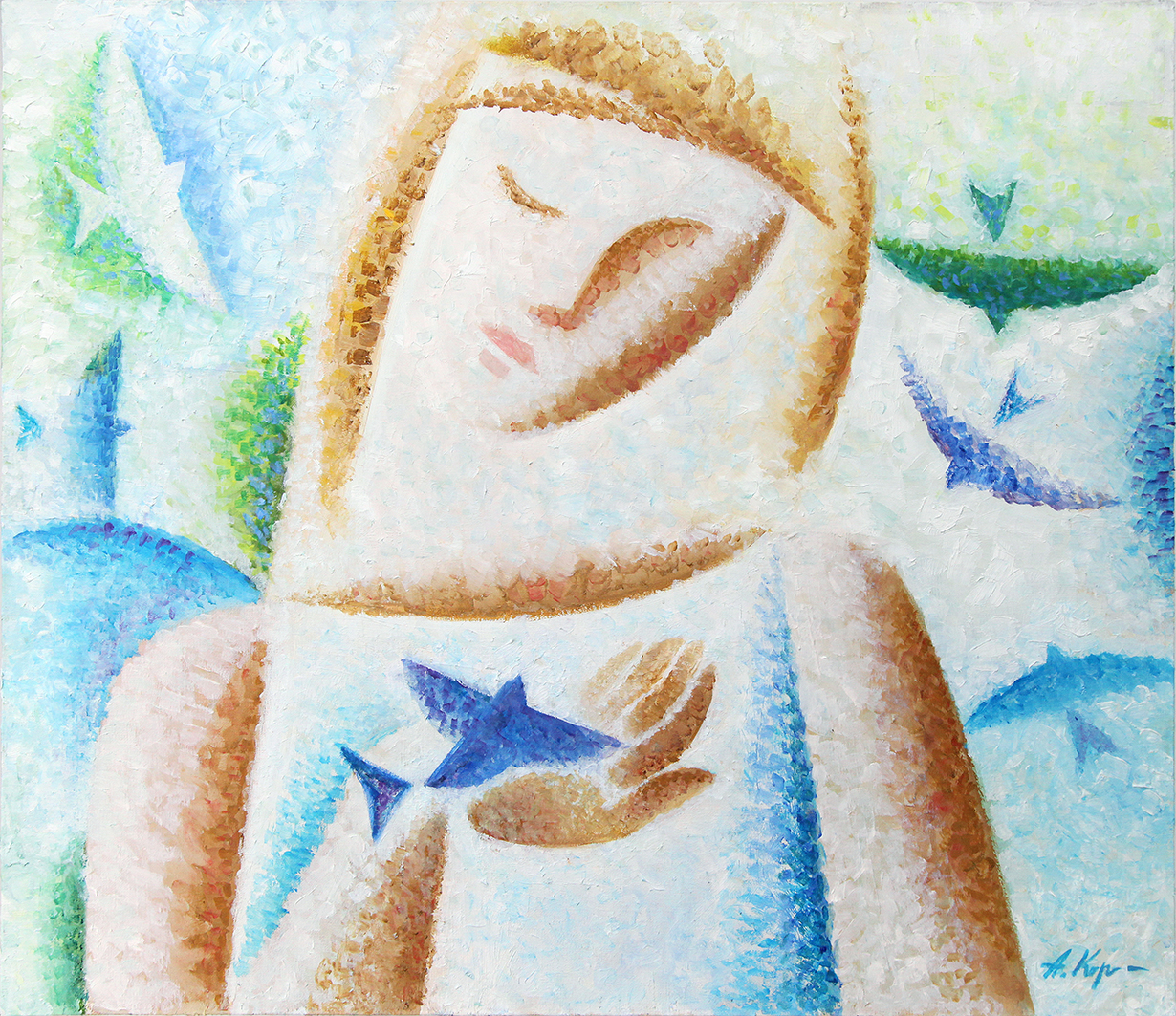
А. А. Корольчук. Девушка и птицы, 2014 г, 60 х 70 см, х., масло.